# Seznam logických integrovaných obvodů řady CMOS 4000
Tento článek je seznam logických integrovaných obvodů CMOS řady 4000

## 4000–4099
- 4000: 2× 3vstupové hradlo NOR, 1× invertor d
- 4001: 4× 2vstupové hradlo NOR d
- 4002: 2× 4vstupové hradlo NOR d
- 4006: 18stupňový posuvný registr d
- 4007: 2× komplementární pár, 1× invertor d
- 4008: 4bit úplná sčítačka d
- 4009: 6× invertující budič d
- 4010: 6× neinvertující budič d
- 4011: 4× 2vstupové hradlo NAND d
- 4012: 2× 4vstupové hradlo NAND d
- 4013: 2× klopný obvod D d
- 4014: 1× 8stupňový posuvný registr d
- 4015: 2× 4stupňový posuvný registr d
- 4016: 4× analogový přepínač d
- 4017: čítač do 10 (5stupňový Johnsonův čítač) d
- 4018: 4bit prednastavitelný čítač d
- 4019: 4× 2-kanálový selektor/multiplexor d
- 4020: 14stupňový binární čítač d
- 4021: 8bit posuvný registr d
- 4022: čítač do 8 (4stupňový Johnsonův čítač) d
- 4023: 3× 3vstupové hradlo NAND d
- 4024: 7stupňový binární čítač d
- 4025: 3× 3vstupové hradlo NOR d
- 4026: BCD čítač s dekodérem pro 7segmentový displej d
- 4027: 2× klopný obvod JK d
- 4028: dekodér z BCD na "1 z 10" d
- 4029: prednastavitelný obousměrný čítač, binárny anebo BCD d
- 4030: 4× hradlo XOR d
- 4031: 64bit posuvný registr d
- 4032: 3× sériová sčítačka d
- 4033: BCD čítač s dekodérem pro 7segmentový displej d
- 4034: 8stupňový obousměrný posuvný registr PIPO, SIPO
- 4035: 4stupňový posuvný registr (PIPO, SIPO) s JK vstupom a neinvertujícím anebo invertujícím výstupem d
- 4038: 3× sériová sčítačka d
- 4040: 12stupňový binární čítač d
- 4041: 4× neinvertující/invertující budič d
- 4042: 4× D registr d
- 4043: 4× NOR klopný obvod RS, 3stavové výstupy d
- 4044: 4× NAND klopný obvod RS, 3stavové výstupy d
- 4045: 21stupňový čítač d
- 4046: PLL s VCO d
- 4047: monostabilní klopný obvod/[Astabilní multivibrátor|astabilní multivibrátor] d
- 4048: 8vstupové rozšířitelné programovatelné hradlo, 3stavové výstupy d
- 4049: 6× invertující budič d
- 4050: 6× neinvertující budič d
- 4051: 1× 8-kanálový analogový multiplexor/demultiplexor d
- 4052: 2× 4-kanálový analogový multiplexor/demultiplexor d
- 4053: 3× 2-kanálový analogový multiplexor/demultiplexor d
- 4054: dekodér a budič pro 7segmentový displej d
- 4055: dekodér z BCD a budič pre 7segmentový displej s "display-frequency" výstupom pre LCD displeje d
- 4056: dekodér z BCD a budič pre 7segmentový displej s registrom s výberom (strobe) d
- 4059: programovatelný dělič/čítač do N (3–9999 anebo 15999) d
- 4060: 14bit čítač/oscillator d
- 4062: 200bit posuvný registr
- 4063: 4bit číslicový komparátor d
- 4066: 4× analogový spínač s nízkým odporem d
- 4067: 16-kanálový analogový multiplexor/demultiplexor d
- 4068: 8vstupové hradlo NAND d
- 4069: 6× invertor d
- 4070: 4× hradlo XOR d
- 4071: 4× 2vstupové hradlo OR d
- 4072: 2× 4vstupové hradlo OR d
- 4073: 3× 3vstupové hradlo AND d
- 4075: 3× 3vstupové hradlo OR d
- 4076: 4× klopný obvod D, 3stavové výstupy d
- 4077: 4× 2vstupové hradlo XNOR d
- 4078: 8vstupové hradlo NOR d
- 4081: 4× 2vstupové hradlo AND d
- 4082: 2× 4vstupové hradlo AND d
- 4085: 2× 2× 2vstupové hradlo AND-OR-INVERT d
- 4086: rozšiiteLlé 4× 2vstupové hradlo AND-OR-INVERT d
- 4089: binární násobička sledu impulzů, rozšířitelná d
- 4093: 4× 2vstupové hradlo NAND so Schmittovým klopným obvodom d
- 4094: 8stupňový posuvný registr d
- 4095: klopný obvod JK, neinvertující d
- 4096: klopný obvod JK, invertující a neinvertující d
- 4097: 2× 8-kanálový analogový multiplexor/demultiplexor d
- 4098: 2× monostabilní klopný obvod d
- 4099: 8bit adresovatelný registr d

## 4100–4199
- 4104: 4× převodník napěťových úrovní, 3stavové výstupy

## 4500–4599
- 4502: 6× invertující budič, 3stavové výstupy d
- 4503: 6× neinvertující budič, 3stavové výstupy d
- 4504: 6× převodník úrovní (TLL-CMOS anebo CMOS-CMOS) d
- 4508: 2× 4bit registr, 3stavové výstupy d
- 4510: 4bit prednastavitelný obousměrný BCD čítač d
- 4511: dekodér z BCD na 7segmentový kód, registr, budič d
- 4512: 8-kanálový selektor/multiplexor, 3stavové výstupy d
- 4513: dekodér z BCD na 7segmentový kód,Driver w Ripple Blanking d
- 4514: dekodér na "1 z 16", demultiplexor, "1" výstup d
- 4515: dekodér na "1 z 16", demultiplexor, "0" výstup d
- 4516: 4bit přednastavitelný obousměrný čítač d
- 4517: 2× 64bit statický posuvný registr d
- 4518: 2× BCD čítač d
- 4519: 4× 2-kanálový selektor/multiplexor d
- 4520: 2× 4bit binární čítač d
- 4521: 24stupňový dělič kmitočtu d
- 4522: programovatelný BCD čítač d
- 4526: programovatelný 4bit sestupný čítač
- 4527: BCD násobička sledu impulzů, rozšířitelná d
- 4528: 2× monostabilní klopný obvod s nulováním d
- 4529: 2× 4-kanálový analogový selektor/multiplexor d
- 4532: 8bit prioritní kodér d
- 4534: 8bit prioritní kodér d
- 4536: programovatelný časovač d
- 4538: 2× precizní monostabilní klopný obvod
- 4539: 2× 4-kanálový selektor/multiplexor d
- 4541: programovatelný časovač d
- 4543: dekodér z BCD na 7segmentový kód, registr, budič různých typů zobrazovačů d
- 4553: 3-ciferný BCD čítač d
- 4555: 2× dekodér na "1 z 4", demultiplexor, "1" výstup d
- 4556: 2× dekodér na "1 z 4", demultiplexor, "0" výstup d
- 4557: 1-64 bit posuvný registr s proměnlivou délkou d
- 4560: NBCD (Natural Binary Coded Decimal) sčítačka d
- 4566: průmyslový generátor časové základny d
- 4572: 6× hradlo: 4× invertor, 1× NAND, 1× NOR d
- 4580: 4× 4bit registrové pole d
- 4584: 6× Schmittův klopný obvod d
- 4585: 4bit číslicový komparátor d

## 4700–4999
- 4724: 8bit adresovatelný registr
- 4750: frekvenční syntezátor
- 4751: univerzální dělička
- 4794: 8stupňový posuvný registr, budič LED
- 4894: 12stupňový posuvný registr, budič LED
- 4938: 2× precizní monostabilní klopný obvod s nulováním
- 4952: 8-kanálový analogový selektor/multiplexor/demultiplexor

## 40100–40999
- 40100: 32bit obousměrný posuvný registr d
- 40101: 8bit BCD sestupný čítač d
- 40102: přednastavitelný 2-dekádový BCD sestupný čítač d
- 40103: přednastavitelný 8bit binární sestupný čítač d
- 40104: 4bit obousměrný PIPO posuvný registr, 3stavové výstupy d
- 40105: 4bit × 16 word FIFO registr d
- 40106: 6× invertující Schmittův klopný obvod d
- 40107: 2× 2vstupový NAND budič d
- 40108: 4× 4bit registrové pole, 3stavové výstupy d
- 40109: 4× převodník napěťových úrovní d
- 40110: obousměrný čítač, registr, dekodér, budič d
- 40116: 8bit obousměrný převodník úrovní CMOS-TTL
- 40117: 2× programovatelný 4bit ukončovač (terminator)
- 40147: prioritní dekodér z "1 z 10" na (8-4-2-1) BCD d
- 40160: BCD čítač, asynchronní nulování d
- 40161: binární čítač, asynchronní nulování d
- 40162: 4bit synchronní BCD čítač d
- 40163: 4bit synchronní binární čítač d
- 40174: 6× klopný obvod D s nulováním, spúšťaný náběžnou hranou d
- 40175: 4× klopný obvod D s nulováním, spúšťaný náběžnou hranou d
- 40181: 4bit 16-funkční aritmeticko-logická jednotka (ALU) d
- 40182: generátor předvídaného přenosu d
- 40192: 4bit prednastavitelný BCD obousměrný čítač d
- 40193: 4bit prednastavitelný binární obousměrný čítač d
- 40194: 4bit obousměrný posuvný registr s asynchrónnym nulováním d
- 40195: 4bit posuvný registr
- 40208: 4× 4bit registrové pole, 3stavové výstupy d
- 40240: budič linky, invertující, 3stavové výstupy d
- 40244: budič linky, neinvertující, 3stavové výstupy d
- 40245: 8bit obousměrný budič zbernice, 3stavové výstupy
- 40257: 8-to-4 line neinvertující selektor/multiplexor, 3stavové výstupy d
- 40257B: 4× 2-kanálový selektor/multiplexer, 3stavové výstupy
- 40373: 8bit D registr, 3stavové výstupy
- 40374: 8bit D registr, spouštěný náběžnou hranou, 3stavové výstupy